# Catabasi di Piritoo
La Catabasi di Piritoo (in greco antico: Πειρίθου κατάβασις?, Peiríthou katábasis) è un poema epico frammentario che fu attribuito a Esiodo dal periegeta Pausania nel II secolo d.C.

## Struttura
L'argomento del poema sarebbe stato il mito del viaggio in Ade di Teseo e Piritoo, cercando di conquistare Persefone come sposa di Piritoo.
Il poema era, sembra, narrato dal fantasma di Meleagroː un frammento di papiro, infatti, attribuito dubbiosamente a questo poema, contiene una conversazione tra Meleagro e Teseo, che parlano di come Teseo e Piritoo fossero discesi per portare via Persefone, una storia che Meleagro ascoltò con disgusto; durante la spedizione, Ade intrappolava gli eroi facendoli sedere sulle "sedie dell'oblio", e solo Eracle poteva salvarli.
Insieme alle Nozze di Ceice e all'Egimio, la Catabasi di Piritoo è stata considerata una narrazione poetica di Esiodo ispirata alla Musa. Si è poi proposta l'attribuzione di questo frammento alla Miniade, anche perché l'esistenza di un poema esiodeo indipendente sulla discesa di Teseo e Piritoo è complicata proprio dal fatto che altrove Pausania attribuisce il mito alla Miniade. Lo scarso numero di papiri esiodei sopravvissuti rispetto a quelli di altre opere di epopea arcaica, tuttavia, dà credito all'attribuzione al corpus del poeta ascreo. 